# Kees Roorda
Kees Roorda (Leeuwarden, 8 januari 1967) is een Nederlands toneelschrijver en regisseur.Hij is mede-oprichter en artistiek leider van theatercollectief The Glasshouse. Roorda studeerde Nederlandse taal en letterkunde aan de Rijksuniversiteit Groningen en aansluitend de opleiding Kunst en Kunstbeleid. Hier ontdekte hij zijn voorliefde voor toneel. Hij maakte zijn eerste voorstelling, Glück van Maximilian Dauthendey, en liep stage bij Gerardjan Rijnders en Ivo van Hove. In 1996 werd hij uitgenodigd om deel te nemen aan de Jekerstudio Maastricht en vervolgens om te studeren aan Dasarts (Amsterdam School Advanced Research in Theatre and Dance Studies). The Glasshouse wordt sinds 2009 structureel ondersteund door het Nederlands Fonds voor Podiumkunsten en Amsterdams Fonds voor de Kunst.

## Toneelwerk
- Tomorrowland (1997, op basis van interviews)
- Een Witte Ballade (1999, later ook filmscenario)
- Tsjoenderij (2001)
- September (2001, monoloog voor NPS radio)
- Vulkaan (2001)
- Aan wie? (2002, monoloog, Victoriafestival Gent/DasArts)
- Finster Stimmen / Toxic Voices (2002) Oerolfestival/Veemtheater.
- E-21 (2004) Festival a/d Werf/Oerolfestival.
- 6º (2004-2005) Een theatrale installatie bestaande uit 60 monologen. Productiehuis Brabant.
- The Shooting Gallery (2006, over het leven van de Zuid-Afrikaanse foto journalist Kevin Carter). Festival ad Werf Utrecht.
- Surrender (2006-2007) Glasshouse
- Melk en Bloed (2008) Zuidelijk Toneel/Glasshouse.
- Waterkou (2009-2010) Glasshouse/Theater Bellevue
- Eclips (2010) Glasshouse

## Serie/Film
- Goede tijden, slechte tijden (1991-1992) - Tim Waterman
- Een Witte Ballade/Una Ballata Bianca (2007) Internationaal Rotterdams Filmfestival 2007, regie Stefano Odoardi.
- Edward (2008) Hans Kemna Casting, in ontwikkeling.

- Gemeinsame Normdatei: 1144413524
- International Standard Name Identifier: 0000 0004 5980 3000
- Nederlandse Thesaurus van Auteursnamen: 401488225
- Virtual International Authority File: 8169147270482435700001
- WorldCat: E39PBJB4fJvppvH4dvC6xQkv73